# 海员遣返公约
海员遣返公约(英語：Repatriation of Seamen Convention)是1926年6月23日第九届国际劳工大会通过的一项公约，是国际劳工组织第23号公约(C023)。公约于1928年4月16日生效。

## 内容
公约第三条规定海员在受雇期间或在受雇期满时被送登岸者，应享有被送回本国或其受其雇用港口的权利；
规定以下情况被视为已被（适当）遣返：
1. 海员在一船上获得适宜的工作，该船系向其本国或其受雇用港口航行者；
2. 海员在其本国或其受雇用港口，或在一临近港口，或在船舶开航的港口被送登岸者。

## 例外
公约第四条声明了四种例外，此四种情况的海员滞留者不得令其负担遣返费用：
1. 在船上服务时遭受伤害；
2. 船舶失事；
3. 非故意或过失而得疾病；
4. 由于不能由海员负责的事由的解雇。

## 批准情形
截至目前，已有47个国家批准该公约，但包括中国在内的大部分缔约国根据2006年海事劳工公约自动退出了本公约，目前公约仅对13个国家生效。
 墨西哥(1934)是唯一一个加入之后主动退出的国家。